# Lis de Kesselring
Lilium kesselringianum
Espèce
Classification phylogénétique
Lilium kesselringianum, en langue vernaculaire lis  de Kesselring, est une espèce du genre Lilium appartenant à la famille des liliacées. Son nom lui a été donné en l'honneur du botaniste Friedrich Wilhelm Kesselring (1876-1966) qui a favorisé sa culture.

## Description
Lilium kesselringianum est une plante herbacée vivace de 60 cm à 1 mètre de hauteur et parfois, jusqu'à 1,20 m. Son bulge est ovoïde, ses feuilles, alternes, sessiles, linéaires et lancéolées. Son inflorescence est pyramidale. Les fleurs sont de couleur jaune pâle avec des pistils de couleur pourpre. Les étamines sont violet foncé. Le fruit est en forme de capsule. Ce lis fleurit en juin-juillet.

## Répartition
Lilium kesselringianum se trouve en Russie du Sud dans les territoires de Krasnodar et de Stavropol, ainsi qu'en Kabardino-Balkarie. Son aire s'étend aussi au littoral montagneux abkhaze et géorgien, ainsi que sur une frange septentrionale de la Turquie.
C'est une espèce en voie de disparition dans son milieu naturel qui est inscrite au Livre rouge de Russie.

## Habitat
On trouve ce lis dans les clairières et les prés de la ceinture forestière et dans les hautes prairies subalpines.